# ملاحم والفتن
کلمه ملاحم، جمع «مَلحَمه» است و از دو ریشه گرفته می‌شود، گرچه بازگشت هر دو ریشه به یک اصل است: یکی چسبندگی و دیگری گوشت. اگر از ریشه اول گرفته شود، به معنای سختی نبرد است که در آن جنگ‌جویان به همدیگر گلاویز می‌شوند و اگر از ریشه دوم گرفته شود به معنای قتل‌گاه است، کنایه از این‌که گوشت بدن انسان‌ها در آن می‌ریزد. در هر صورت مراد از ملحمه در این‌جا، حوادث و جنگ‌های خونینی است که در آینده رخ می‌دهد.
در شیعه، ملاحم و فتن عنوانی عام است برای پیشگویی حوادث آینده (بلاخص جنگ‌ها و فتنه‌ها) و کتابهایی از عالمان شیعه با عنوان ملاحم در طول تاریخ برجای مانده است این کتاب‌ها روایاتی از پیامبر و امامان شیعه را دربردارند که حوادث پس از خود را پیش‌بینی می‌نمایند. شیعیان با استناد به اینکه برخی از این روایات پیشگویی حوادثی را نموده‌اند که مدتی اندکی پس از امامان یا تاکنون اتفاق افتاده است، آن‌ها را یکی از مستندات حقانیت خود می‌دانند.
تعداد زیادی از روایات نقل شده در این کتاب‌ها به فتنه‌های فراگیر آخرالزمان اشاره دارند

## «ملاحم»
از مهم‌ترین کتابهای ملاحم «التشریف بالمنن فی التعریف بالفتن» معروف به (ملاحم و فتن) سید بن طاووس است (که تمامی روایات آن از قول سه منبع اهل سنت نقل شده) و یکی از مجلدات بحار الانوار نیز به ملاحم و فتن اختصاص یافته‌است.
اولین کتابی که در این مبحث تألیف شده «کتاب الفتن» نوشتهٔ نعیم بن حماد است که از منابع کتاب سید بن طاووس است.